# باسيل لوكاس
باسيل لوكاس (بالإنجليزية: Basil Lucas)‏ هو لاعب اتحاد الرغبي أسترالي، (ولد في بريزبان في أستراليا 1879  م).